# Польська кляса В з футболу
Польська кляса В з футболу (пол. Klasa B) — восьмий за значимістю дивізіон в ієрархії польського футболу. Четвертий регіональний дивізіон в системі футбольних ліг Польщі.
Турнір складається з декількох або десятка (залежно від регіону) груп. Участь у змаганнях беруть групи з одного футбольного району. Переможці кожної з них підвищуються до Кляси А. Найслабші ліги понижуються до територіально відповідних груп класу С. У більшості провінцій клас B є найнижчим рівнем змагань, тоді найслабші команди з цієї ліги залишаються на тому ж рівні або не отримують ліцензії на участь у новому сезоні (однак, вони можуть повернутися до них у наступному сезоні). У більшості воєводств найслабші команди в цьому класі понижуються до класу C. 
У Західнопоморському воєводстві клас B є дев'ятим в ієрархії і одночасно найнижчим рівнем та п'ятим регіональним рівнем. У Підляському воєводстві клас В відсутній в ієрархії ліг.